# Thamnomys
Genre
Thamnomys est un genre de rongeurs de la sous-famille des Murinés.

## Liste des espèces
Ce genre comprend les espèces suivantes :
- Thamnomys kempi Dollman, 1911
- Thamnomys major Hatt, 1934
- Thamnomys venustus Thomas, 1907